# Museu de Cera de Lisboa
O Museu de Cera de Lisboa, inaugurado no ano 2000, esteve implantado no Passeio Marítimo de Alcântara, Armazém 2 - Lisboa. Nele se encontravam reproduzidas ilustres e conhecidas figuras do panorama político e cultural português.
O museu encerrou em 2004.